# 白洋湖越窑遗址
白洋湖越窑遗址位于浙江省宁波市慈溪市观海卫镇白洋湖畔，由唐至北宋的12处窑址组成。2013年5月，与里杜湖越窑遗址一同归入第三批全国重点文物保护单位上林湖越窑遗址。

## 环境沿革
白洋湖为潟湖，自唐以来代有浚筑，其南端较窄，与杜湖相邻，相隔仅数十米。窑址距上林湖约2.5公里。

## 窑址分布
湖西岸的石马弄共有6处窑址，前有较开阔的临湖平地，后为低矮丘陵。在白洋湖与杜湖之间有彭鸣公路，路北侧碗成山南麓有2处窑址，路南侧有2处窑址，小弄口、雁鹅岭各有1处。